# Повстання Палія

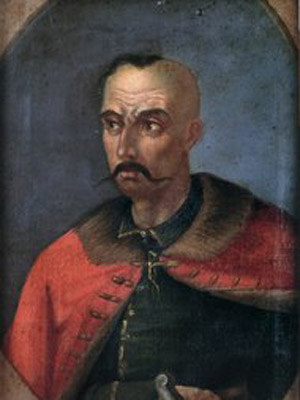
Семен Палій

Повстання Палія (Паліївщина) — козацько-селянське повстання під проводом Фастівського полковника Семена Палія у 1702—1704 роках.
У 1699 році сейм Речі Посполитої ухвалив рішення про ліквідацію козацтва на підпольській Україні. 1702 року представники української шляхти, козаків, міщан та духівництва ухвалили на нараді у Фастові підняти антипольське повстання. У червні того ж року воно розпочалося збройними виступами на Поділлі та Брацлавщині й невдовзі охопило Київщину та Волинь.
Окрім Палія повстанців очолили Самійло Самусь та Захар Іскра. Восени повстанці захопили Білу Церкву, Немирів, Бердичів, Бар та інші міста. 1703 року війська Речі Посполитої, здолавши опір українських повстанців, установили контроль над Поділлям та Брацлавщиною, але Київщина залишалася під владою повстанців. 1704 року гетьман Іван Мазепа з українським військом перейшов на Правобережжя і встановив контроль над Київщиною та сусідніми територіями.

## Причина повстання
Після Карловицького договору 1699 року, за яким Османська імперія відмовилася від Поділля на користь Речі Посполитої, уряд якої вирішив знищити козацтво на Правобережжі. У червні 1699 року Варшавський сейм ухвалив постанову про ліквідацію козацьких полків у Київському та Брацлавському воєводствах. Розпуск козацького війська мав відбутися протягом двох тижнів. Це рішення мотивувалося тим, що після припинення війни з Османською імперією відпала потреба утримувати козацькі полки на Правобережжі. Виконуючи рішення сейму, коронний гетьман 20 серпня 1699 року звернувся до наказного гетьмана Самуїла Самуся, а також полковників Семена Палія, Захара Іскри й Андрія Абазина з універсалом, в якому вимагав розпустити козацькі полки. Разом з тим він оголосив про відрядження на Правобережжя війська Речі Посполитої, яке примусить їх підкоритися державі.
Коронні війська посилили гарнізон міста-фортеці Немирова, а також захопили міста Бар, Вінницю, Брацлав, примусивши козацькі сотні відступити. На Поділля у свої маєтки поверталася шляхта і запроваджувала панщину.
Селяни й козаки, а також міське населення готувалися всіма силами захищати Правобережну Україну від польсько-шляхетської агресії. У відповідь на вимогу залишити Фастів Семен Палій рішуче заявив, що він «поселився на вільній Україні, і Речі Посполитій немає ніяких справ до цієї області; лише він один має право в ній розпоряджатися як справжній козак і гетьман козацького народу».
Восени 1699 року на Правобережжі склалося досить напружене становище, бо на Київщині в районі Білої Церкви, Черняхова, Бородянки та інших міст на зимові квартири розмістилося 12-тисячне військо Речі Посполитої, яке загрожувало наступом на Фастів. Семен Палій зібрав свій полк і привів його у бойову готовність. Протягом зими відбувалися постійні сутички невеликих загонів з обох боків. Розраховуючи на можливу зміну міжнародної ситуації, ватажки козацьких полків збирали нові сили й одночасно вдавалися до переговорів з коронним гетьманом і регіментарями польсько-шляхетських військ, щоб відтягти час рішучих дій.
Козаки подали протест, але сейм його відкинув. Новий король Речі Посполитої Август II (1696—1733) після річного вагання надіслав вимогу сейму розпустити козаків, а землю передати шляхті і виїхати з краю. На Правобережжя посунула шляхта з військовими загонами.

## Початкові успіхи повстання
Сподівання повстанців на зміну ситуації справдилися. 1700 року розпочалася Північна війна, в якій взяла участь і Річ Посполита. Щоб розрядити напруженість у відносинах з Річчю Посполитою, Семен Палій на прохання уряду Речі Посполитої послав для участі у війні з Швецією загін кінноти й піхоти.
Скориставшись деяким ослабленням Фастівського полку, коронний гетьман восени 1700 року відрядив у похід на Фастів 4-тисячне військо. До Фастова зібралися козацькі сотні, а також населення з багатьох міст і сіл Волині та Київщини. Вони зміцнили фортецю й підготувалися до її оборони. Під Фастовом стався бій, в якому польсько-шляхетське військо зазнало поразки й змушене було відступити.
Перемога сприяла активізації визвольного руху на Правобережжі. У квітні 1701 року польський гетьман Ф. Потоцький в універсалі до шляхетських сеймиків з тривогою повідомляв, що «козацький полковник Палій намагається йти слідами Хмельницького, який запалив факел селянської війни».
Як і в попередні десятиріччя, у визвольному русі початку XVIII століття на Правобережжі чітко позначилися класові інтереси селян, рядових козаків і міської бідноти, з одного боку, й козацької старшини, з другого. Повсталі народні маси боролися проти польсько-шляхетського панування, феодального та національного гноблення. Козацька старшина, спираючись на заможну верхівку козацтва, селянства й міщанства, намагалася використати визвольний рух для зміцнення свого панівного становища, здобути від царського уряду земельні багатства і феодальні привілеї, якими вже користувалася лівобережна старшина.
Враховуючи загалом прихильне ставлення царського уряду до прагнення населення Правобережжя об'єднання з Московським царством, ватажки визвольного руху виношували плани повного визволення Київщини і Брацлавщини від влади Речі Посполитої. Взимку 1702 року відбулася нарада у Фастові за участю полковників Палія, Самуся та Іскри, а також представників селян і міського населення. Там був присутній і Данило Братковський — відомий поет і громадський діяч. На нараді ухвалили рішення про дальшу, рішучішу боротьбу проти шляхти й остаточне визволення Правобережжя з-під влади Речі Посполитої. Фастів, куди збиралися загони повсталих селян і козаків, перетворився у головний центр боротьби, яку фактично очолив один з найвидатніших організаторів визвольного руху Семен Палій.
У першій половині 1702 р. визвольний рух охопив Брацлавщину, Поділля й Волинь. Заворушення почалось і на Київщині, куди прибули польсько-шляхетські загони з наміром витіснити козацькі полки та повернути шляхті відібрані маєтки. Наприкінці липня 1702 р. вибухнуло повстання селян, міщан і козаків у Богуславі, Корсуні й Лисянці. Його очолили полковники Самусь та Іскра. Повстання набрало антифеодального і визвольного характеру. Повстанці склали присягу Московському царству. Виданий провідниками повстання універсал закликав населення до рішучої боротьби з загарбниками, вигнання їх з української землі. На їх заклик, відгукнулися не лише козаки, а й селяни. Бої розгорнулися насамперед у Брацлавському і Подільському воєводствах, а потім перекинулися на Волинь і решту Поділля, сягнувши й Галичини. Селянські загони з'явилися в околицях Золочева і Сокаля.

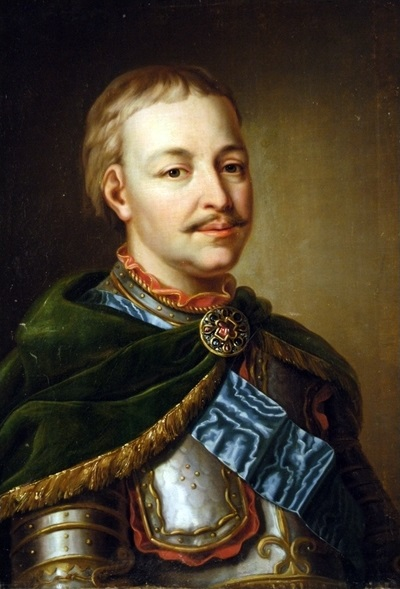
Гетьман України Іван Мазепа

За короткий час повстанське військо досягло 5 тис. чоловік і мало намір виступити на Білу Церкву, що була форпостом панування Речі Посполитої на Правобережжі. На Поділлі і Брацлавщині повстанські загони групувалися навколо козацького полку, очолюваного Андрієм Абазиним. Між Палієм, Самусем, Іскрою та Абазиним одразу встановився тісний контакт. Вони разом боролися за визволення Правобережної України з-під панування Речі Посполитої.
Повстання перекинулось на Лівобережжя у Переяславський полк. Старшині вдалося його придушити. Заворушення почались на Запоріжжі! Пригноблені маси виступали проти утисків старшини. Тому гетьман Мазепа і лівобережна старшина вороже поставилися до нової хвилі антифеодального й визвольного руху на Правобережжі, відмовилися подати військову допомогу козацьким полкам і намагалися переконати царський уряд не приймати Правобережжя до складу Московського царства. Вони боялися, щоб від малої іскри повстання не спалахнув великий вогонь народної війни проти феодалів — гнобителів.

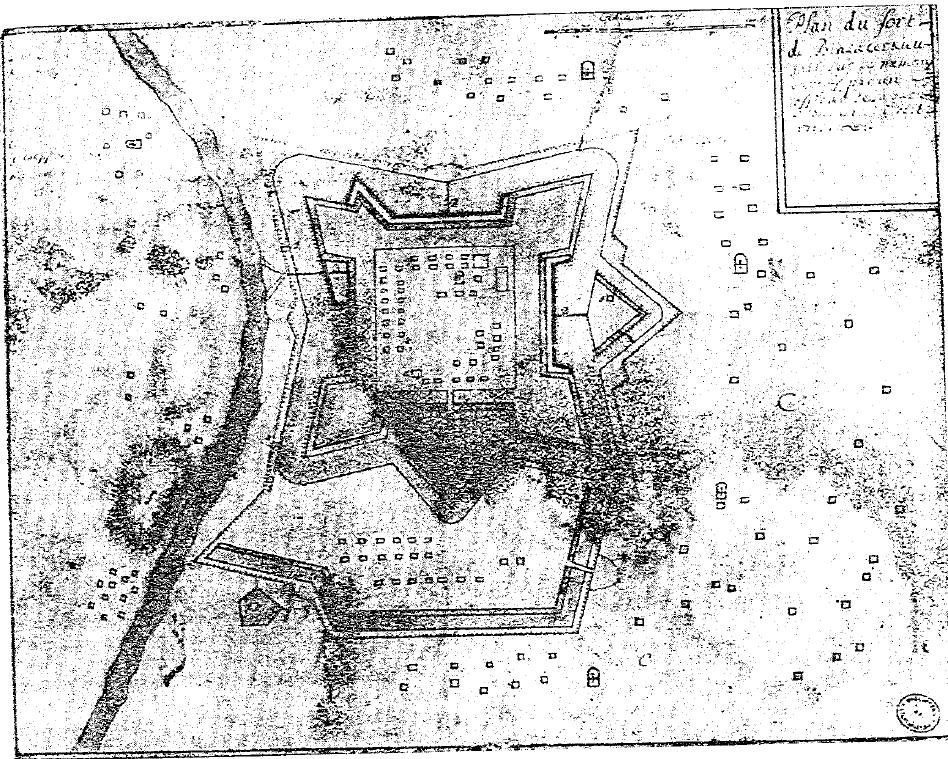
План Білоцерківської фортеці у 1713 році

У жовтні 1702 року Самусь під Бердичевом розгромив кількатисячне військо Речі Посполитої на чолі з хмільницьким старостою Я. Потоцьким і полковником Д. Рущицом. Полковник Абазин здобув Вінницю, Бар, Дунаївці, а під Меджибожем розгромив півторатисячний загін військ Речі Посполитої київського воєводи. Палій після тривалої облоги здобув фортецю Білу Церкву і переніс туди свій осідок.

## Контрнаступ Речі Посполитої
Внаслідок значних перемог повстанського війська визвольний рух на побережжі посилився. На Поділлі повстанці визволили Бар, Калюс, Жванець, Могилів та інші міста. Численні повстання вибухнули в містах і селах північної Київщини і Волині. У січні 1703 року три тисячі повстанців на чолі з Федором Шпаком діяли на Поділлі й загрожували навіть Кам'янець-Подільській фортеці. Серед повстанців було чимало селян з Лівобережжя, Молдавії, Валахії, Речі Посполитої, Білорусі й Московії.
Уряд шляхетської Речі Посполитої збирав сили для придушення визвольного руху на Правобережній Україні.
Шляхетський сеймик на Поділлі у листопаді 1702 року вирішив зібрати посполите рушення, в яке запрошувалися усі шляхтичі воєводства. Ряд постанов, спрямованих на придушення повстання, прийняв шляхетський сеймик Волинського воєводства, вирішивши зібрати ополчення і просити військової допомоги в сусідніх воєводствах. Польсько-шляхетські каральні війська на Правобережжі передавались під командування польного гетьмана А. Сенявського, який 4 грудня наказав усім загонам збиратися до Бережан для походу на Правобережжя.

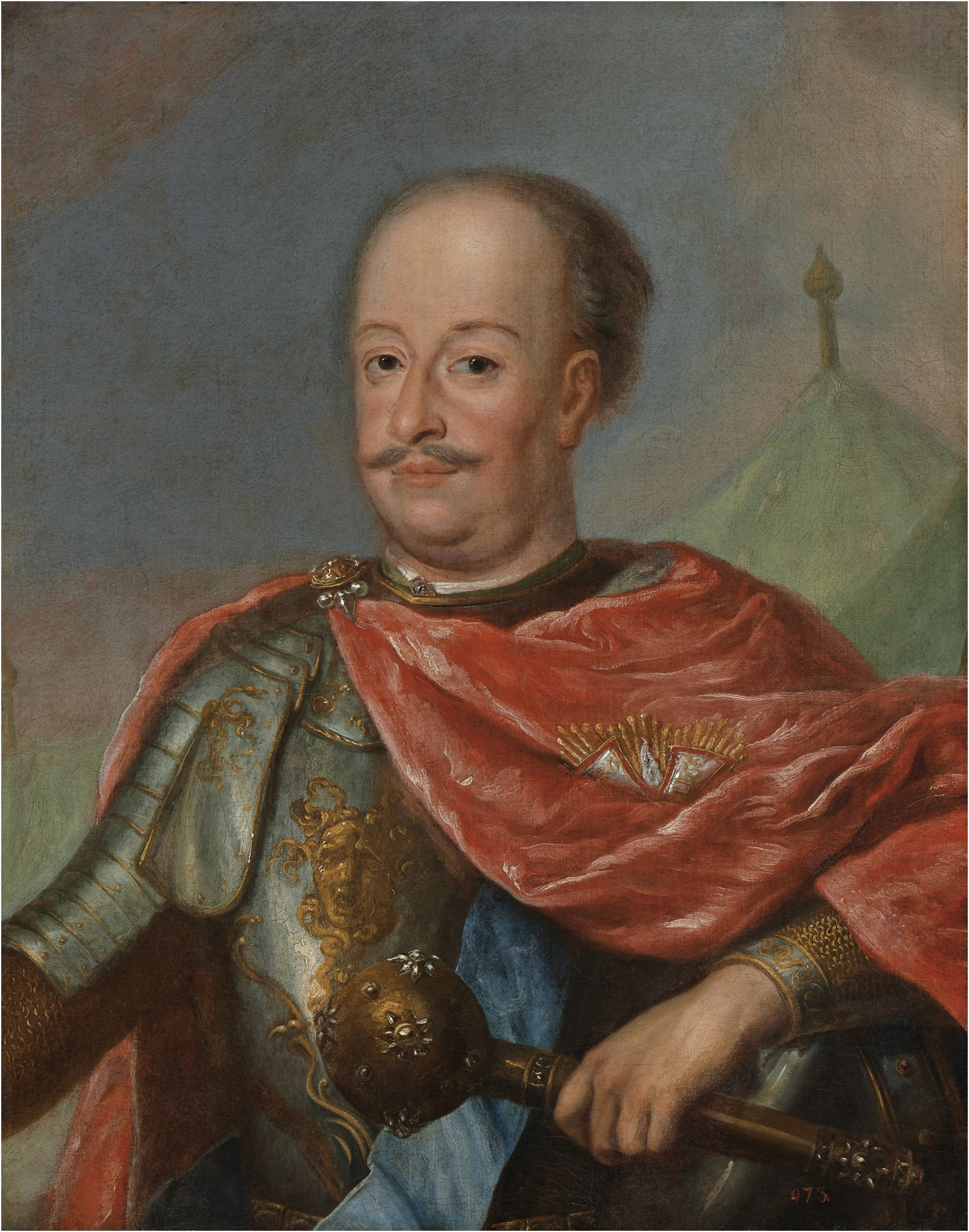
Гетьман коронний Адам Сенявський

У січні 1703 року 15-тисячне каральне військо з 44 гарматами вторглося на Поділля, де повстанські сили не перевищували 12 тисяч й були розкидані на великій території. Урядовці Речі Посполитої звернулися до гетьмана Мазепи з пропозицією виступити на придушення повстань, але царський уряд дозволу на втручання тоді не дав. Поляки зненацька захопили козацькі частини, що розбрелися на зимові квартири, і завдали їм дошкульних ударів. До того ж поляки спонукали виступити кількатисячну татарську орду на українські землі з півдня і водночас звернулися за допомогою до московського царя.
Коронне військо і посполите рушення захопили Летичів, Бар, Вінницю, Новокостянтинів, Меджибіж, Хмільник. Поблизу Старокостянтннова каральне військо зустрів значний загін козаків і повсталих селян на чолі з Самусем. У жорстокому бою повстанці зазнали великих втрат і відступили. В січні — лютому 1703 року повстання на Поділлі було жорстоко придушене.
На Брацлавщині полковник Абазин збирав сили для відсічі коронному війську. Повстанці намагалися відстояти Немирів, але, зазнавши кількох поразок у боях з переважаючими силами ворога, відступили до Брацлава. Проте в Брацлаві вони утриматися теж не змогли й відступили до Ладижина, втративши при цьому гармати, вивезені з Немирівської фортеці. Кіннота Речі Посполитої переслідувала повстанські загони. Полковник Абазин, зібравши до Ладижина 2-тисячний загін козаків і повсталих селян, виступив назустріч ворогам. Зав'язався запеклий бій, в якому повстанці зазнали поразки. Тяжко пораненого Абазина вороги захопили в полон і скарали на смерть. Частина повстанців відступила в Молдавію. Коронні війська в Ладижині стратили 2 тисяч чоловіків, жінок і дітей.
18 березня 1703 р. Адам Сенявський в універсалі оголосив про придушення повстання («заспокоєння краю») і суворе покарання селян, що брали участь у боротьбі проти шляхти. Однак універсал не відображав справжнього становища на Правобережній Україні. Каральна експедиція коронних військ на Поділля, Брацлавщниу й Волинь не привела до повного придушення визвольного руху. На головний його осередок — Київщину, де в містах-фортецях Білій Церкві, Фастові, Корсуні й Богуславі дислокувалися значні селянсько-козацькі сили під проводом Палія, Самуся та Іскри, каральні війська не наважилися наступати. Тим часом і на території Волині, Поділля та Брацлавщини спалахували нові повстання, організовувалися селянсько-козацькі загони, що продовжували партизанську боротьбу проти панування Речі Посполитої.

## МісіяПаткуля
У середині лютого 1703 року з Відня до Москви повертався посланник царського уряду, відомий дипломат і генерал Йоганн Паткуль, який з 1702 року перейшов на службу в Московське царство. На Правобережній Україні він відвідав табір польсько-шляхетських військ і під час розмови з польським гетьманом Адамом Сенявським запропонував примирити козаків з Річчю Посполитою. Сенявський учепився за цю пропозицію й доручив дипломату від імені короля вести мирні переговори з козацькими ватажками.
У Білій Церкві Паткуль розпочав переговори з Палієм, заявивши, що представляє інтереси польського й московського урядів водночас, хоча повноважень таких фактично не має. На пропозицію дипломата повернути Речі Посполитої Білу Церкву Палій відповів, що виконає це негайно, якщо отримає письмовий наказ царя. Зважаючи па непоступливість козацького ватажка, Паткуль запропонував йому укласти з урядом Речі Посполитої перемир'я і навіть склав латинською мовою п'ять статей, що передбачали припинення боротьби на три місяці, дозвіл жителям (у тому числі шляхті) повернутися до своїх домівок, обмін полоненими, повернення на вимогу царського уряду Білої Церкви Речі Посполитій, зобов'язання послати козаків для участі у війні з шведами.
Непоступливість Палія вивела дипломата з рівноваги, і він назвав старого полковника «зрадником», погрожував накликати гнів царя та спрямувати усі сили Речі Посполитої на розгром козаків. Однак Паткуль мусив визнати, що у Палія багато війська і тому він не радив польному гетьману йти па Білу Церкву, а селянам-повстанцям оголосити амністію. Перебуваючи кілька днів у Білій Церкві, Паткуль познайомився ближче з Палієм і його козаками, а також дійшов висновку, що конфлікт на Правобережжі виник з вини шляхти, яка утискувала селян і козаків. Він дав високу оцінку і ватажкові козаків Семенові Палію. На цьому місія Паткуля скінчилася, не виправдавши сподівань уряду й шляхти Речі Посполитої.
Уряд Речі Посполитої продовжував наполягати на тому, щоб уряд Московського царства узяв участь у придушенні визвольного руху на Правобережжі й заборонив запорізьким козакам приєднуватися до повстань, пропонував гетьману Мазепі відібрати у Палія Білу Церкву й передати фортецю гарнізону Речі Посполитої.
Проте царський уряд не дозволяв втручатися у боротьбу на Правобережжі гетьманові Мазепі. У березні й травні 1703 року правобережним козакам послане було навіть царське жалування.

## Закінчення повстання
Правобережні козацькі полки поповнювали свої сили, укріплювали фортеці у Білій Церкві, Фастові, Богуславі, Корсуні, готувалися до дальшої боротьби проти польського наступу. На початку 1704 року Самусь та Іскра приїжджали на Лівобережжя, щоб домогтися прийняття їх разом з козацьким військом, населенням і зайнятою ними територією під протекторат Московського царства. В Батурині, Переяславі й Ніжині відбувалися переговори. Однак гетьман Мазепа рішуче відмовився бути посередником у цій справі. Під страхом смертної кари він заборонив селянам і козакам переходити на правий берег Дніпра. Гетьман посилав у Москву доноси на Палія, звинувачував його у зраді і зносинах з магнатами, прихильниками Швеції. Він неодноразово пропонував царському урядові заарештувати Палія, Самуся й Іскру та розправитися з козаками, вигнавши їх з фортець.
Не маючи достатніх та вірогідних відомостей про становище на Правобережній Україні, царський уряд повірив доносам Мазепи і навіть дозволив заарештувати Палія, але з умовою, щоб замість нього поставити такого самого противника шляхти.
2 березня 1704 року Петро І спеціальним листом закликав Палія негайно передати Білу Церкву полякам і капітулювати, інакше його змусять виконати вказівку царя московське військо. Самусь як наказний гетьман передав 5 лютого 1704 року булаву Мазепі. Палій, навпаки, відкинув вимогу царя і посилив боротьбу. Активізували діяльність партизанські загони на Волині, Поліссі і в Галичині.
Навесні 1704 року до Батурина надійшов царський указ — козацькому війську переправитися на правий берег Дніпра і вести боротьбу проти загонів магнатів — прихильників шведів. У травні 1704 року гетьман Іван Мазепа з кількатисячною армією перейшов Дніпро. Палій передав йому Білу Церкву без бою, а сам перенісся у Немирів.
На початку липня 1704 року Семен Палій відправив погребищенського сотника Г. Борисенка в Немирів із завданням підняти селян і міщан на повстання проти шляхти. Повстанці визволили Немирів і розгромили польський загін у містечку Соняві. Цей виступ став сигналом для загального повстання на Поділлі й Брацлавщині. На Поділлі ватажок Федір Шпак, зібравши повстанський загін з 1500 козаків, оголосив себе полковником Війська Запорізького й розпочав справжню війну проти шляхти.
Повстання перекинулося у Молдову. Хвилювання козацької сіроми почалося на Запоріжжі, де 8 тис. козаків мали намір іти на Лівобережжя й громити там маєтки панів та орендарів. Старшина ледве стримала цей рух.
Гетьман Іван Мазепа 12 липня 1704 року видав універсал до шляхти Київського воєводства, в якому заявив, що козацьке військо прибуло не для підтримки повстань, а виключно з метою подання допомоги Речі Посполитій у боротьбі проти шведів та їх спільників. Гетьман вимагав від селян припинити повстання й загрожував їм розправою.
Увечері 31 липня 1704 року за наказом Мазепи був заарештований Семен Палій, який з невеликим загоном перебував у таборі козацького війська під Бердичевом. С. Палія звинувачували у зраді. Гетьман негайно послав чималий загін сердюків та компанійців для захоплення Білої Церкви, в якій перебував гарнізон з кількох сотень правобережних козаків. Незабаром їм вдалося захопити фортецею. Місто-фортецю Немирів гетьман наказав передати польському гарнізонові. Гетьманські війська вступили у Фастів, Корсунь та Богуслав. Після цього повстання практично завершилося.
Залишивши на Правобережжі 3-тисячне козацьке військо, Мазепа з полками наприкінці жовтня 1704 року повернувся на Лівобережжя. На Правобережжі залишилися й полки Самуся та Іскри. Семен Палій майже рік перебував у в'язниці Батуринської фортеці. У червні 1705 року під вартою його відправлено в Москву. За царським указом від 30 липня козацького полковника заслано до Сибіру — спочатку у Верхотур'я, потім у Тобольськ, де він перебував до кінця 1708 року.